# Juanjo Nieto
Juan José Nieto Zarzoso, detto Juanjo (Castellón de la Plana, 3 ottobre 1994), è un calciatore spagnolo, difensore del Celje.

## Carriera
Il 9 luglio 2021 viene acquistato a titolo definitivo dalla squadra spagnola dell'Almería.

## Statistiche

### Presenze e reti nei club
Statistiche aggiornate al 1º maggio 2025.
| Stagione                 | Squadra                  | Campionato               | Campionato | Campionato | Coppe nazionali | Coppe nazionali | Coppe nazionali | Coppe continentali | Coppe continentali | Coppe continentali | Altre coppe | Altre coppe | Altre coppe | Totale | Totale |
| Stagione                 | Squadra                  | Comp                     | Pres       | Reti       | Comp            | Pres            | Reti            | Comp               | Pres               | Reti               | Comp        | Pres        | Reti        | Pres   | Reti   |
| ------------------------ | ------------------------ | ------------------------ | ---------- | ---------- | --------------- | --------------- | --------------- | ------------------ | ------------------ | ------------------ | ----------- | ----------- | ----------- | ------ | ------ |
| 2013-2014                | Real Valladolid B        | TD                       | 33         | 3          |                 | -               | -               |                    | -                  | -                  |             | -           | -           | 33     | 3      |
| 2014-2015                | Real Valladolid B        | SDB                      | 16         | 0          |                 | -               | -               |                    | -                  | -                  |             | -           | -           | 16     | 0      |
| Totale Real Valladolid B | Totale Real Valladolid B | Totale Real Valladolid B | 49         | 3          |                 | -               | -               |                    | -                  | -                  |             | -           | -           | 49     | 3      |
| 2015-2016                | Atlético Baleares        | SDB                      | 25         | 1          |                 | -               | -               |                    | -                  | -                  |             | -           | -           | 25     | 1      |
| 2016-2017                | Maiorca B                | SDB                      | 27         | 0          |                 | -               | -               |                    | -                  | -                  |             | -           | -           | 27     | 0      |
| 2016-2017                | Maiorca                  | SD                       | 7          | 0          | CR              | -               | -               |                    | -                  | -                  |             | -           | -           | 7      | 0      |
| 2017-2018                | Hércules                 | SDB                      | 35         | 0          | CR              | 2               | 0               |                    | -                  | -                  |             | -           | -           | 37     | 0      |
| 2018-2019                | Hércules                 | SDB                      | 40         | 2          |                 | -               | -               |                    | -                  | -                  |             | -           | -           | 40     | 4      |
| Totale Hércules          | Totale Hércules          | Totale Hércules          | 75         | 2          |                 | 2               | 0               |                    | -                  | -                  |             | -           | -           | 77     | 2      |
| 2019-2020                | Real Oviedo              | SD                       | 25         | 2          | CR              | 1               | 0               |                    | -                  | -                  |             | -           | -           | 26     | 2      |
| 2020-2021                | Real Oviedo              | SD                       | 34         | 1          | CR              | 0               | 0               |                    | -                  | -                  |             | -           | -           | 34     | 1      |
| Totale Real Oviedo       | Totale Real Oviedo       | Totale Real Oviedo       | 59         | 3          |                 | 1               | 0               |                    | -                  | -                  |             | -           | -           | 60     | 3      |
| 2021-2022                | Almería                  | SD                       | 16         | 0          | CR              | 3               | 0               |                    | -                  | -                  |             | -           | -           | 19     | 0      |
| 2022-gen. 2023           | Almería                  | PD                       | 0          | 0          | CR              | 0               | 0               |                    | -                  | -                  |             | -           | -           | 0      | 0      |
| Totale Almería           | Totale Almería           | Totale Almería           | 16         | 0          |                 | 3               | 0               |                    | -                  | -                  |             | -           | -           | 19     | 0      |
| gen.-giu. 2023           | Huesca                   | SD                       | 6          | 0          | CR              | -               | -               |                    | -                  | -                  |             | -           | -           | 6      | 0      |
| 2023-2024                | Huesca                   | SD                       | 34         | 1          | CR              | 2               | 1               | -                  | -                  | -                  | -           | -           | -           | 36     | 2      |
| Totale Huesca            | Totale Huesca            | Totale Huesca            | 40         | 1          |                 | 2               | 1               |                    | -                  | -                  |             | -           | -           | 42     | 2      |
| 2024-2025                | Celje                    | 1.SNL                    | 25         | 0          | CS              | 3               | 0               | UCL+UEL+UECL       | 0+0+14             | 0+0+3              | -           | -           | -           | 42     | 3      |
| Totale carriera          | Totale carriera          | Totale carriera          | 323        | 10         |                 | 11              | 1               |                    | 14                 | 3                  |             | -           | -           | 348    | 14     |

## Palmarès

### Club

#### Competizioni nazionali
- Segunda División: 1

Almería: 2021-2022
- Coppa di Slovenia: 1

Celje: 2024-2025